# Pani - rent vand til Nepals landsbyer
|  | Denne artikel er oprettet af botten PalnaBot ud fra en ekstern database. Den kan derfor have sproglige fejl eller mangler. Denne skabelon kan fjernes efter kontrol af indholdet. |

Pani - rent vand til Nepals landsbyer er en film instrueret af Kristian Paludan.

## Handling
Filmen handler om et vandforsyningsprojekt i Nepal.